# Yoriki
Les yoriki (与力) sont des membres de la classe des samouraïs du Japon féodal. Yoriki signifie littéralement « aide » ou « assistant ». 

## Description et histoire
Les yoriki assistent les daimyōs (seigneurs féodaux) ou leurs commandants désignés lors des campagnes militaires au cours des époques de Kamakura et de Muromachi. Durant l'époque d'Edo, les yoriki fournissent une assistance administrative dans les bureaux gouvernementaux. Parmi les différents yoriki se trouvent les machikata yoriki, responsables de la police sous le commandement des machi-bugyō. Sous les yoriki sont les dōshin. Dans la ville d'Edo, il y a environ 25 yoriki qui travaillent pour chacun des deux bureaux des machi bugyō.

## Source de la traduction
- (en) Cet article est partiellement ou en totalité issu de l’article de Wikipédia en anglais intitulé « Yoriki » (voir la liste des auteurs).